# Metalectra roseitincta
Metalectra roseitincta là một loài bướm đêm trong họ Erebidae.